# Liste der Monuments historiques in Longeau-Percey
Die Liste der Monuments historiques in Longeau-Percey führt die Monuments historiques in der französischen Gemeinde Longeau-Percey auf.

## Liste der Immobilien
| Bezeichnung                 | Beschreibung | Standort                                      | Kennzeichnung | Schutzstatus   | Datum     | Bild |
| --------------------------- | --- | --------------------------------------------- | ------------- | -------------- | --------- | ---- |
| Lustschlösschen             | Wohnpavillon, 18. Jahrhundert; klassizistisches Portal mit schmiedeeisernem Tor, dieses aus dem Kloster Morimond                  | Longeau, 2 rue du Chateau (Lage)              | PA00079137    | Inscrit Classé | 1986 1993 |      |
| Kirche St-Hilaire           | Relief und Wappenstein, 15. Jahrhundert                                                                                           | Longeau, rue de Champagne (Lage)              | PA00079138    | Inscrit        | 1925      |      |
| Château de Percey-le-Pautel | Schloss, von 1752 bis 1755 erbaut; mit Innenausstattung, Wirtschaftsgebäuden, Einfriedungsmauer, Parkanlage und Wirtschaftsgarten | Percey-le-Pautel, 2, 4 rue de Lausanne (Lage) | PA00079136    | Inscrit        | 1975 2005 |      |

## Liste der Objekte
| Bezeichnung                                                                                | Beschreibung                                                                                 | Standort                                                        | Kennzeichnung | Schutzstatus | Datum | Bild |
| ------------------------------------------------------------------------------------------ | -------------------------------------------------------------------------------------------- | --------------------------------------------------------------- | ------------- | ------------ | ----- | ---- |
| Relief Madonna mit Kind zwischen der heiligen Gertrud von Nivelles und Johannes dem Täufer | Stein, 15. Jahrhundert                                                                       | Longeau, in der Kirche St-Hilaire (Lage)                        | PM52001232    | Classé       | 1972  |      |
| Gemälde Stiftung des Rosenkranzes                                                          | Ölfarbe auf Leinwand, bezeichnet 1693                                                        | Percy-le-Pautel, in der Kirche Notre-Dame-de-la-Nativité (Lage) | PM52001235    | Classé       | 1974  |      |
| Skulpturengruppe Unterweisung Mariens                                                      | Holz, farbig gefasst, 17. Jahrhundert                                                        | Longeau, in der Kirche St-Hilaire (Lage)                        | PM52001228    | Classé       | 1970  |      |
| Relief Grablegung                                                                          | Kalkstein, einfarbig gefasst, 16. Jahrhundert                                                | Longeau, in der Kirche St-Hilaire (Lage)                        | PM52001229    | Classé       | 1970  |      |
| Hauptaltar (1)                                                                             | Altartisch und zwei Skulpturen; Holz, vergoldet, zwischen 1766 und 1771 von Antoine Besançon | Longeau, in der Kirche St-Hilaire (Lage)                        | PM52001226    | Classé       | 1955  |      |
| Kollektenteller                                                                            | Kupfer, erste Hälfte des 17. Jahrhunderts                                                    | Longeau, in der Kirche St-Hilaire (Lage)                        | PM52001230    | Classé       | 1970  |      |
| Skulptur Christus in der Rast                                                              | Kalkstein, 16. oder 17. Jahrhundert                                                          | Longeau, in der Kirche St-Hilaire (Lage)                        | PM52001227    | Classé       | 1970  |      |
| Skulptur Heiliger Rochus                                                                   | Holz, farbig gefasst und vergoldet, 18. Jahrhundert                                          | Longeau, in der Kirche St-Hilaire (Lage)                        | PM52001231    | Classé       | 1970  |      |
| Hauptaltar (2)                                                                             | Exposition und Retabel; Holz, farbig gefasst und vergoldet, 18. Jahrhundert                  | Percy-le-Pautel, in der Kirche Notre-Dame-de-la-Nativité (Lage) | PM52001233    | Classé       | 1971  |      |
| Gemälde Anbetung der Hirten                                                                | Ölfarbe auf Holz, 16. Jahrhundert                                                            | Percy-le-Pautel, in der Kirche Notre-Dame-de-la-Nativité (Lage) | PM52001234    | Classé       | 1974  |      |
| Skulptur Neptun                                                                            | Kalkstein, 18. Jahrhundert                                                                   | Percy-le-Pautel, im Schlosspark (Lage)                          | PM52001458    | Classé       | 2000  |      |